# 虎の仔
『虎の仔』（とらのこ）は、1970年に大阪で開催された日本万国博覧会の富士グループパビリオンで上映された映画である。ドナルド・ブリテン脚本・監督。
IMAXで製作された初の作品である。富士グループがカナダのマルチスクリーン社の協力で開発し高さ13m・幅19mの巨大スクリーンに従来の商業映画の3倍となる210mmのフィルムを用い地球上のあらゆる人間のさまざまな営みと心の明暗が描かれ、始めも終わりもなく観客はいつでも入場し観覧できる構成とした。